# Нова академия
Новата академия в Москополе (някогашен град, а сега селце в Югоизточна Албания) е най-известната общообразователна институция в Османската империя през ХVІІІ век, от епохата на Просвещението.
Основана е или в 1720 г. по време на т.нар. епоха на лалетата при управлението на султан Ахмед III, или в 1731 г. по други сведения. Към тази образователна организация е отворена втората печатница в Османската империя (след първата в столицата Истанбул).
Предходно в Москополе е имало известно училище, още в 1700 г. С началото на европейското просвещение то прераства в т.нар. Нова академия, което име е получено най-късно в 1744 г. В нея се преподава граматика, поезия, философия и богословие. Общообразователният център в Москополе поддържа особено тесни връзки с манастира „Свети Наум“.
Новата академия е разтурена при първото кърджалийско нападение над Москополе през 1769 г. Тя е възстановена, но никога повече не достига старата си слава. Недружелюбното отношение към дейността ѝ е свързано с попадането ѝ под влиянието на Фенер, както и с началото на българското възраждане и закриването на Охридската архиепископия и Печката патриаршия. Новото училище, което е повторно създадено на мястото ѝ в края на ХVІІІ век, никога не достига старата ѝ слава, макар негов директор през 1802 г. да става Даниил Москополец.
Това училище съществува и през следващите първи десетилетия на ХІХ век благодарение на дарения и завещания главно от барон Симон Георг фон Сина, син на Георг Симон фон Сина, родом от Ниш. Тези 2 видни австрийски граждани са членове на диаспората от Москополе. Много други образовани жители на този град се преселват към днешните български земи, давайки тласък на различни предприемачески, еснафски или културни инициативи. Световноизвестният диригент Херберт фон Караян също има родови корени, водещи към школата на Москополе от ХVІІІ век, макар фамилното му име да е от съседния Кожани, обяснимо с това, че Москополе е напуснато от повечето си жители и запустява като селище.
Училището просъществува официално до 1916 г.